# Szyrokij (obwód magadański)
Szyrokij (ros. Широкий) – osiedle w Rosji, w obwodzie magadańskim, w rejonie susumańskim. W 2021 liczyło 78 mieszkańców.